# 賴苡任
賴苡任（1989年4月10日—），臺灣政治人物，台北市人，中國國民黨籍，家族多為法律從業者，曾任中國國民黨副發言人、立法委員傅崐萁辦公室副執行長。

## 生平
賴苡任的父母皆為法律人，父親為經營事務所的法學博士賴文平，妹妹賴苡安為律師，女友則為TVBS記者。他曾赴新加坡讀高中，返台後在2011年考上亞洲大學財經法律學系，透過五年一貫學制取得學士及碩士學位；2016年考取北京大學法學院博士班，但尚未獲得學位。
2024年1月5日擔任中國國民黨副發言人，同年擔任立法委員傅崐萁辦公室副執行長。
2025年起擔任罷免立委吳思瑤團體「地動刪瑤」的召集人（召集人並非選罷法所規範之人員，僅為該罷團自行設立之職稱）。6月7日，因二階連署不具法定領銜人的背書，故連署書未能送件，罷免投票無法成案。

## 參與政治

### 相關活動
於2025年初投身對立法委員的大罷免潮活動，擔任罷免立委吳思瑤的團體「地動刪瑤」之召集人，同時加入滿志剛成立的「罷吳四騎士」
及黨中央成立「蟾蜍剋星，剷除雙吳」等相關團體，成員另有陳冠安、劉思吟等人。
也與另個罷免吳沛憶團體「憶事吳成」的領銜人李孝亮合作，共同罷免雙吳。

### 其他活動
2024年起與謝克洋搭檔，主持網路政論節目「打綠班，晚點名」。
2025年3月在歷史哥的直播及隔天記者會中，宣布將邀黃士修擔任罷團顧問。

## 爭議事件

### 引用孫中山「聯俄容共」
2025年4月，賴苡任針對吳思瑤批評國民黨親中，回應稱吳不熟悉中華民國歷史及國民黨黨史，以孫中山曾主張的「聯俄容共」回擊，並認為吳「不熟悉的領域你就少說話」。此言論一出引發爭議。

### 罷免連署疑涉嫌偽造文書
2025年罷免立委吳思瑤的提議書疑有偽造情事，台北地檢署接獲告發後，4月14日搜索賴苡任等5人住居所，賴以被告身份遭約談，4月15日清晨賴苡任以50萬元交保並遭限制出境出海。
6月16日，被台北地檢署依照違反《個人資料保護法》、《刑法》偽造文書等罪嫌起訴。

## 外部連結
- 賴苡任的Facebook專頁（页面存档备份，存于）
- 賴苡任的Instagram帳戶
- 賴苡任的Threads帳號 （页面存档备份，存于）